# Beled
Beled là một thành phố thuộc hạt Győr-Moson-Sopron, Hungary. Thành phố này có diện tích 26,47 km², dân số năm 2010 là 2657 người, mật độ 100 người/km².